# Unia Chrześcijańsko-Demokratyczna (NRD)
Unia Chrześcijańsko-Demokratyczna (niem. Christlich-Demokratische Union Deutschlands, CDU; popularnie: CDU der DDR, Ost-CDU, CDU-Ost) – konfesyjna partia wschodnioniemiecka, istniejąca w latach 1945–1990, działająca w ramach tzw. Bloku Demokratycznego i Frontu Narodowego.

## Historia
Historia wschodnioniemieckiej chadecji sięga 10 czerwca 1945, gdy sowiecka komendantura wydała zgodę na założenie „antyfaszystowsko-demokratycznych partii w sowieckiej strefie okupacyjnej”. CDU powstała 26 czerwca 1945 (formalna rejestracja nastąpiła w październiku 1945), a wśród jej założycieli znaleźli się Jakob Kaiser, Ernst Lemmer i Andreas Hermes (opozycjonista z czasów III Rzeszy, którego wybrano pierwszym przewodniczącym ugrupowania). Początkowo partia, skupiająca wierzących różnych wyznań, opowiadała się za społeczną gospodarką rynkową, wolnym parlamentaryzmem, denazyfikacją kraju oraz zjednoczeniem Niemiec. Występowała przeciwko zakusom SPD i KPD na monopol polityczny we wschodnich Niemczech. Do pierwszego konfliktu z komendanturą sowiecką doszło na jesieni 1945, gdy wprowadzono tzw. reformę rolną (CDU opowiadała się jedynie za wywłaszczeniem obszarników oraz ludzi związanych z NSDAP, przy zachowaniu praw większości obywateli); partię musieli wówczas opuścić Hermes i Schreiber. Kierownictwo nad ugrupowaniem przejęli Kaiser i Lemmer, którym mimo stosowanych szykan i represji udało się rozbudować partię. W wyborach do landtagów jesienią 1946 uzyskała ona 23% głosów w całej sowieckiej strefie okupacyjnej, zajmując trzecie miejsce po SED i LDPD.

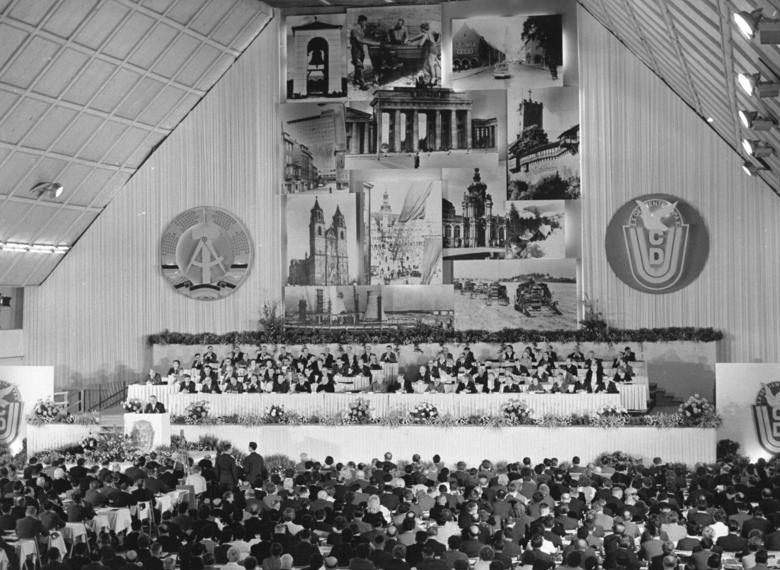
XI Zjazd CDU w Erfurcie w 1964

Podczas II zjazdu CDU w Berlinie 6 września 1947 Kaiser opowiedział się przeciwko rosnącej dominacji SPD i KPD, zaznaczając, że do chadecji należy rola „falochronu przed dogmatycznym marksizmem i jego totalistycznymi tendencjami”. Wystąpienie skutkowało usunięciem zarządu w grudniu 1947. Czystka skierowana przeciwko osobom o przekonaniach demokratycznych (według SED „nacjonalistyczno-burżuazyjnych”) nastąpiła na przełomie 1949 i 1950, gdy z partii wykluczono m.in. prof. Hugo Hickmanna (przewodniczącego CDU w Saksonii). W związku z represjami liczba członków CDU spadła z 200 tys. w 1947 do 150 tys. w 1950. Członkowie partii byli aresztowani z powodów politycznych (w 1949: 61, w 1950: 118 osób). Co miesiąc na Zachód uciekało 20 (1949), a później (1950) 100 członków partii (w 1953 uciekło 700 w ciągu roku). Zagranicą znalazło się 10 z 14 członków pierwszego zarządu. Liczbę prześladowanych w kraju ocenia się na ponad 2 tys. W 1958 liczba członków wynosiła 99 tys.
W RFN powstał oddział emigracyjny CDU (tzw. Exil-CDU), który miał swoją reprezentację w CDU, na prawach organizacji regionalnej (niem. Landsverband). 24 i 25 września 1950 odbył się I Zjazd Emigracyjnej Organizacji CDU, w którym wzięło udział ponad 200 emigrantów. Exil-CDU funkcjonowało do 1990, posiadało swoje biuro w Berlinie Zachodnim. Rzekomy kontakt z tym biurem był przyczyną licznych represji politycznych wobec działaczy wschodnioniemieckiej CDU, które spotkały m.in. ministra spraw zagranicznych NRD Georga Dertingera.
Na VI zjeździe w październiku 1952 pozbawiona antykomunistycznej opozycji CDU zadeklarowała wierność socjalizmowi oraz Związkowi Radzieckiemu, uznając bez zastrzeżeń „kierowniczą rolę SED”. Wypowiedziała się za koniecznością „chrześcijańskiego realizmu” (niem. christlicher Realismus) określając się jako „bezgranicznie socjalistyczna”. W dokumencie programowym (22 tezach chrześcijańskiego realizmu) podkreślono, że urzeczywistnienie nauki Jezusa jest najbardziej możliwe w ustroju socjalistycznym. Mimo „zglajchszaltowania” przez SED również i w latach 50. i 60. zdarzały się przejawy opozycyjności wśród szeregowych członków, m.in. przeciwko wprowadzonemu przez władze świeckiego obrzędowi przyjmowania młodzieży w poczet dorosłych, tzw. Jugendweihe, konkurencyjnemu wobec ewangelickiej konfirmacji i katolickiego bierzmowania.

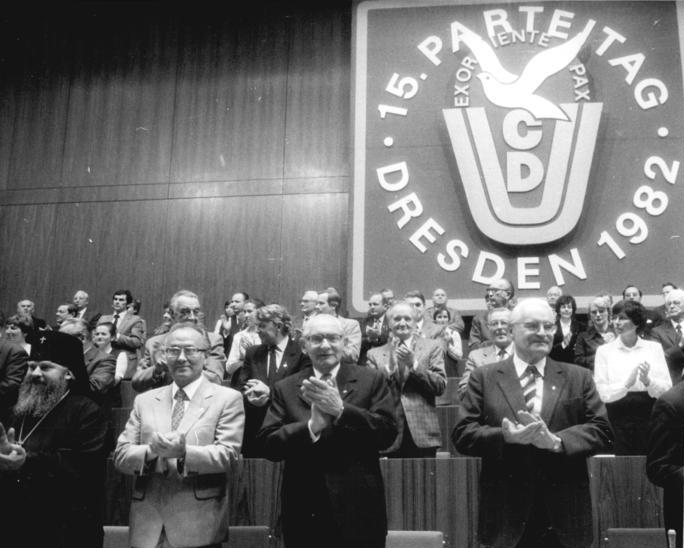
Zjazd drezdeński w 1982 – na zdjęciu widoczny m.in. Gerald Götting (z prawej)

W okresie istnienia NRD przedstawiciele partii zasiadali w Izbie Ludowej i jej Prezydium, Radzie Państwa, Radzie Ministrów oraz organach terenowych (radach gmin, miast, powiatów, okręgów). W rządzie byli reprezentowani m.in. przez Otto Nuschkego (wicepremiera 1949–1957), Georga Dertingera (ministra spraw zagranicznych, 1949–1953), Friedricha Burmeistera (ministra poczty i telegrafów, 1949–1963), Rudolpha Schulzego (wicepremiera 1971–1989 i ministra poczty i telegrafów 1963–1989) i Maxa Sefrina (ministra zdrowia 1958–1971, wicepremiera 1958–1971 i członka Prezydium Rady Ministrów 1965–1971). W parlamencie partia głosowała tak samo jak SED, z wyjątkiem spraw światopoglądowych, opowiedziała się m.in. przeciwko legalizacji aborcji w 1972.
System partii Bloku zachwiał się w związku z ogólnym kryzysem politycznym w NRD na przełomie 1989 i 1990, spowodowanym dążeniami wolnościowymi społeczeństwa enerdowskiego. 10 listopada 1989 przewodniczącym został Lothar de Maizière. Na Zjeździe nadzwyczajnym 15 i 16 grudnia 1989 CDU opowiedziała się za gospodarką rynkową i zjednoczeniem Niemiec. W wyborach do Izby Ludowej z marca 1990 wystartowała w ramach Sojuszu dla Niemiec (niem. Allianz für Deutschland, AD) razem z Przełomem Demokratycznym (niem. Demokratischer Aufbruch, DA) i Niemiecką Unią Społeczną (niem. Deutsche Soziale Union, DSU), uzyskując 48% głosów i 163 miejsca (na 400) w Izbie. De Maizière został wybrany premierem, tworząc koalicję rządową z SPD i Związkiem Wolnych Demokratów (Bund Freier Demokraten, BFD). Przedstawicielka CDU Sabine Bergmann-Pohl objęła funkcję przewodniczącej Izby Ludowej (formalnie: głowy państwa). W nowym gabinecie CDU reprezentowali Peter-Michael Diestel (minister spraw wewnętrznych), Christa Schmidt (minister ds. rodziny i kobiet), Herbert Schirmer (minister kultury), Gerhard Pohl (minister gospodarki) i Horst Gibtner (minister transportu).
2 października 1990 doszło do formalnego zjednoczenia obu partii chadeckich, a Lothar de Maizière został wybrany wiceprezesem ogólnoniemieckiej CDU. Kontrowersje wzbudził los majątku dawnych partii Bloku (wraz z CDU-Ost do CDU przystąpiła również Niemiecka Demokratyczna Partia Chłopska). Ostatecznie CDU zrzekła się majątku przejętego bezprawnie po 1945, zachowując w swych rękach jedynie część nieruchomości.

## Struktura
Partia dysponowała oddziałami w 200 powiatach oraz 15 okręgach. Najwyższym organem był Zjazd (Parteitag), na którym wybierano Zarząd (Hauptvorstand) – w jego skład wchodził przewodniczący, jego zastępcy oraz ponad 100 członków. Zarząd obradował co najmniej 2 razy w roku i wybierał Prezydium (niem. Präsidium, do 1960 Komitet Polityczny – niem. Politischer Ausschuss) i Sekretariat, które zarządzały partią na bieżąco. W kompetencjach Sekretariatu znajdowały się też rozmowy z partiami Bloku oraz aparatem państwowym. Główna siedziba znajdowała się w Berlinie w tzw. Otto-Nuschke-Haus. Szkolenia partyjne odbywały się w pałacu Burgscheidungen.

## Kontakty międzynarodowe
Partia aż do końca lat 80. nie utrzymywała relacji z zachodnioniemiecką CDU; rozwijała natomiast kontakty z wyznaniowymi organizacjami w krajach socjalistycznych, m.in. z Czechosłowacką Partią Ludową, Partią Odrodzenia Narodowego i Stowarzyszeniem PAX.

## Prasa
CDU wydawała własny dziennik pod nazwą „Neue Zeit”; ukazywały się również tytuły regionalne: „Die Union” (Drezno, Lipsk, Karl-Marx-Stadt), „Der Neue Weg” (Halle, Magdeburg), „Thüringer Tageblatt” (Erfurt, Gera, Suhl), „Der Demokrat” (Rostock, Schwerin, Neubrandenburg) i „Märkische Union” (Chociebuż, Poczdam, Frankfurt nad Odrą). Oprócz tego dla członków i sympatyków CDU dostępny był partyjny biuletyn „Union teilt mit” (pol. Unia zawiadamia).

## Przewodniczący
- 1945 – Andreas Hermes
- 1946–1947 – Jakob Kaiser
- 1948–1957 – Otto Nuschke
- 1958–1966 – August Bach
- 1966–1989 – Gerald Götting
- 1989 – Wolfgang Heyl
- 1989–1990 – Lothar de Maizière

## Sekretarze generalni
- 1946–1949 – Georg Dertinger
- 1949–1966 – Gerald Götting
- 1989–1990 – Martin Kirchner

## Literatura
- Ralf Thomas Baus: Forschungen und Quellen zur Zeitgeschichte.Band 36: Die Christlich-Demokratische Union Deutschlands in der sowjetisch besetzten Zone 1945 bis 1948. Gründung – Programm – Politik. Düsseldorf: Droste, 2001. ISBN 3-7700-1884-2. (niem.). Brak numerów stron w książce
- Peter Joachim Lapp: Die ‘befreundeten Parteien’ der SED. DDR-Blockparteien heute. Köln: Verlag Wissenschaft und Politik, 1988. ISBN 3-8046-8699-0. (niem.). Brak numerów stron w książce
- Peter Joachim Lapp: Die Blockparteien im politischen System der DDR. Melle: Verlag Ernst Knoth, 1988. ISBN 3-88368-135-0. (niem.). Brak numerów stron w książce
- Peter Joachim Lapp: Ausverkauf. Das Ende der Blockparteien. Berlin: edition ost, 1998. ISBN 3-932180-58-5. (niem.). Brak numerów stron w książce
- Michael Richter: Forschungen und Quellen zur Zeitgeschichte Band 19: Die Ost-CDU 1948–1952. Zwischen Widerstand und Gleichschaltung. Düsseldorf: Droste, 1991. ISBN 3-7700-0917-7. (niem.). Brak numerów stron w książce
- Michael Richter, Martin Rißmann (wyd.): Schriften des Hannah-Arendt-Instituts für Totalitarismusforschung: Die Ost-CDU. Köln: 1995, s. 258. ISBN 3-412-07895-6. (niem.).
- Christian v. Ditfurth: Blockflöten – Wie die CDU ihre realsozialistische Vergangenheit verdrängt. Köln: Kiepenheuer & Witsch, 1991. ISBN 3-462-02179-6. (niem.). Brak numerów stron w książce
- Manfred Wilde: Die SBZ-CDU 1945–1947. Zwischen Kriegsende und kaltem Krieg. München: Herbert Utz Verlag, 1998. ISBN 3-89675-322-3. (niem.). Brak numerów stron w książce
- Hans-Joachim Veen, Peter Eisenfeld, Hans Michael Kloth, Hubertus Knabe, Peter Maser, Ehrhart Neubert, Manfred Wilke (wyd.): Opposition und Widerstand in der SED-Diktatur (Lexikon). Berlin/München: Lexikon Propyläen Verlag, 2000. (niem.). Brak numerów stron w książce
- Stephan Zeidler: Auf dem Weg zur Kaderpartei? Zur Rolle der Ost-CDU in der inneren Entwicklung der DDR 1952 – 53. Hamburg: Kovač, 1996. (niem.). Brak numerów stron w książce
- Stephan Zeidler: Die CDU in der DDR vor dem Mauerbau (1953 – 1961). Bonn: Holos-Verlag, 2001. (niem.). Brak numerów stron w książce